# Белдув-Кшива-Весь
Белдув-Кшива-Весь (пол. Bełdów-Krzywa Wieś) — село в Польщі, у гміні Александрув-Лодзький Зґерського повіту Лодзинського воєводства.
Населення — 107 осіб (2011).

## Демографія
Демографічна структура станом на 31 березня 2011 року:
|          | Загалом | Допрацездатний вік | Працездатний вік | Постпрацездатний вік |
| -------- | ------- | ------------------ | ---------------- | -------------------- |
| Чоловіки | 50      | 8                  | 32               | 10                   |
| Жінки    | 57      | 13                 | 33               | 11                   |
| Разом    | 107     | 21                 | 65               | 21                   |